# Christos Melisis
Christos Melisis (gr. Χρήστος Μελίσσης, ur. 1 grudnia 1982 roku w Edesie) – grecki piłkarz występujący na pozycji środkowego obrońcy w Panthrakikosie.

## Kariera
Christos Melisis swoją karierę rozpoczął w Naousa FC, skąd po roku gry został sprowadzony przez Panserraikos. Po bardzo dobrych występach w Panserraikosie, Christos otrzymał ofertę gry w PAOKu Saloniki z której skorzystał. W styczniu 2006 roku Christos Melisis podpisał kontrakt z PAOKiem Saloniki. Od razu stał się bardzo ważnym zawodnikiem zespołu, na którym opierała się cała gra defensywy. Swoją pierwszą bramkę w barwach Salonik zdobył w meczu derbowym z Arisem Saloniki w 2007 roku. Pod koniec sezonu 2006/2007, Christos został wybrany kapitanem zespołu. Była to nagroda za bardzo dobre występy w drużynie z Salonik.
Dnia 28 lipca 2008 roku Christos Melisis podpisał kontrakt z Panathinaikosem. Suma odstępnego za byłego kapitana PAOKu Saloniki wyniosła 2 mln euro. W sezonie 2008/2009 Christos rozegrał w barwach Panathinaikosu 11 spotkań, ale jego występy nie były przekonujące i 31 sierpnia 2009 roku został wypożyczony do AE Larisa na okres jednego roku. Z kolei w 2010 roku wypożyczono go do Marítimo Funchal, a w 2011 - ponownie do Larisy. W 2012 roku odszedł do Panthrakikosu.

## Reprezentacja Grecji
1 lutego 2008 roku został powołany do reprezentacji Grecji na mecz z Czechami, który odbył się 5 lutego 2008 roku.